# ディオゴ・フェレイラ (ラグビー選手)
ディオゴ・フェレイラ（Diogo Ferreira、1996年10月17日 - ）は、プロD2USダクスに所属するラグビーユニオン選手である。

## プロフィール
ポルトガルカスカイス出身で、
ポジションはプロップ(PR)。
身長は176cmで体重は116kgであり、
U20ポルトガル代表に選ばれたことがある。
また、ポルトガル代表キャップは45（2024年12月現在）でラグビーワールドカップ2023のポルトガル代表に選ばれた。

## 略歴
セール・シャークス、ニューカッスル・ファルコンズ、GDS・カスカイス、アパレジャドレス・ブルゴス、スタッド・ディジョナイスを経て、2021年、USダクスに加入。